# Tête brûlée
Pour les articles homonymes, voir Airmail.
Cet article concerne le film de John Ford. Pour le feuilleton des années 1980, voir les Têtes brûlées (série télévisée).
Pour son film muet de 1919, voir Tête brûlée (film, 1919).
Pour plus de détails, voir Fiche technique et Distribution.
Tête brûlée (titre original : Air Mail) est un film américain en noir et blanc réalisé par John Ford, sorti en 1932.
C'est un film à la gloire des héros de l'aéropostale.

## Résumé
Le pilote de l'air Mike Miller possède et exploite l'aéroport de Desert, une base de courrier aérien au pied des Rocheuses. Il est à la tête d'un groupe de jeunes pilotes qui risquent leur vie en volant dans des conditions météorologiques dangereuses et sur des terrains traîtres pour livrer le courrier entre les états américains. Lorsque Joe Barnes s'écrase sur la base, les autres pilotes tentent de récupérer le précieux courrier dans l'épave en feu. Mike console sa petite amie Ruth, qui est aussi la sœur de Joe. Mike se rend compte qu'il doit engager un remplaçant, l'imprudent Duke Talbot.
Ce dernier se révèle être un bon pilote mais sa bravade et sa liaison avec Irène, la femme de son collègue pilote Dizzy Wilkins, risquent de causer des dommages irréparables au groupe d'aviateurs très soudé. Lorsque Dizzy s'écrase et meurt dans une tempête de neige aveuglante, Mike choisit de prendre en charge la dernière étape de son vol par mauvais temps, alors que des médecins lui ont dit que sa vision s'était détériorée. Lorsque son avion s'écrasse pendant le blizzard, son appel de détresse révèle qu'il est toujours en vie mais qu'il est coincé dans une vallée montagneuse inaccessible. Duke considère alors son sauvetage comme un défi et réquisitionne un avion poue se rendez dans la vallée isolée. Il atterrit brutalement sur une crète et endommage son appareil. Il retrouve Mike et parviennent à s'envoler mais alors qu'ils atteignent l'aéroport de Desert, Duke sait qu'il ne peut pas atterrir en toute sécurité et il oblige Mike à sauter en parachute avant de s'écraser. Alors que l'équipe au sol le sort de l'épave, Duke est grièvement blessé mais en sort vivant.

## Fiche technique
- Titre : Tête brûlée
- Titre original : Air Mail
- Réalisation : John Ford
- Scénario : Dale Van Every (en) et Frank Wead
- Musique : David Broekman et Franz Grüber
- Photographie : Karl Freund
- Montage : Harry W. Lieb
- Producteur : Carl Laemmle Jr.
- Société de production : Universal Pictures
- Société de distribution : Universal Pictures
- Pays de production :  États-Unis
- Format : noir et blanc — 35 mm — 1,33:1 — son : mono
- Genre : drame, aventure
- Durée : 83 minutes
- Date de sortie : 1932

## Distribution
- Ralph Bellamy : Mike Miller
- Gloria Stuart : Ruth Barnes
- Pat O'Brien : Duke Talbot
- Slim Summerville : 'Slim' McCune
- Lilian Bond : Irene Wilkins
- Russell Hopton : 'Dizzy' Wilkins
- David Landau : 'Pop'
- Leslie Fenton : Tony Dressel
- Frank Albertson : Tommy Bogan
- Hans Fuerberg : 'Heinie' Kramer
- Tom Carrigan : 'Sleepy' Collins
- William Daly : 'Tex' Lane

Acteurs non crédités
- Frank Beal : le passager pour Kansas City
- Ward Bond : Joe Barnes
- Wade Boteler : l'examinateur médical
- Edmund Burns : animateur radio
- Pat Davis : le pilote d'avion de ligne
- Charles De La Motte : le pilote d'avion de ligne
- James Donlan : le passager passant des cigares
- Francis Ford : le passager qui meurt dans le train
- George Irving : John Montgomery
- Lew Kelly (en) : le passager ivre
- Louise Mackintosh : la passagère qui écrit
- Beth Milton : hôtesse de l'Air
- Jack Pennick : employé de l'Aéropostale
- Katherine Perry : passagère
- Harry Strang : le conducteur du bus
- Harry Tenbrook
- Billy Thorpe
- Alene Carroll
- Enrico Caruso Jr.
- James Flavin
- Jim Thorpe : l'Indien

## Production
- Tournage à Bishop, Californie
- Coût de production : 305 000 dollars.
- Le film est écrit par Frank Wead, dont Ford fera plus tard le héros de L'aigle vole au soleil (The Wings of Eagles).
- Les cascades aériennes ont été réalisées par Paul Mantz (1903-1965). Au cours de l'une des cascades, il passe plusieurs fois à travers un hangar ouvert.